# 킹콩 (1976년 영화)
《킹콩》(King Kong)은 미국에서 제작된 존 길러민 감독의 1976년 모험, 가족, 공포, 판타지, 스릴러, 멜로/로맨스, SF 영화이다. 제프 브리지스 등이 주연으로 출연하였고 디노 드 로렌티스 등이 제작에 참여하였다.

## 출연

### 주연
- 제프 브리지스
- 찰스 그로딘
- 제시카 랭

### 조연
- 존 랜돌프
- 린 어벌조노이스
- 줄리어스 해리스
- 잭 오할로런
- 데니스 핌플
- 에드 로터
- 조지 모레노
- 마리오 갈로

## 기타
- 원조: 머런 C. 쿠퍼
- 원조: 에드가 월리스
- 원조: 루스 로스
- 프로듀서: 잭 그로스버그
- 미술: 마리오 클러리
- 미술: 데일 헤네시